# Lenteroos
De lenteroos of vastenroos (Helleborus orientalis) behoort tot het geslacht nieskruid waartoe ook de kerstroos (Helleborus niger) behoort. De lenteroos is een vaste plant uit de sectie Helleborastrum, die tijdens de bloei 45 cm hoog wordt.
De plant is in het wild wijd verspreid: van Bulgarije en het noordoosten van Griekenland (Thracië) tot de Kaukasus en Turkije, waar zij in bossen, stuikgewas en open plekken groeit tot een hoogte van 2000 m.

## Kenmerken
De handvormige grondbladeren, die uit zes tot tien deelblaadjes bestaan, zijn in mild klimaat wintergroen.
De bloemen, die verschillende kleuren en een doorsnede van 6 tot 7 cm hebben, verschijnen in februari – maart. De botanici onderscheiden drie ondersoorten:
- Helleborus orientalis subsp. orientalis: witachtige of groenachtige bloemen, soms met een roze zweem; over het ganse areaal
- Helleborus orientalis subsp. abchasicus (A.Br.) B.Mathew: purperen of grijsroze bloemen; in Abchazië (westelijke Kaukasus)
- Helleborus orientalis subsp. guttatus (A.Br. & Saur) B.Mathew: witte bloemen met rode vlekken of spikkels; centrale en oostelijke Kaukasus

De lenteroos is zeer giftig door het aanwezige helleborine, dat een diglycoside is en bitter smaakt. Verdere aanwezige gifstoffen zijn saponine en protoanemonine.

## Hybriden

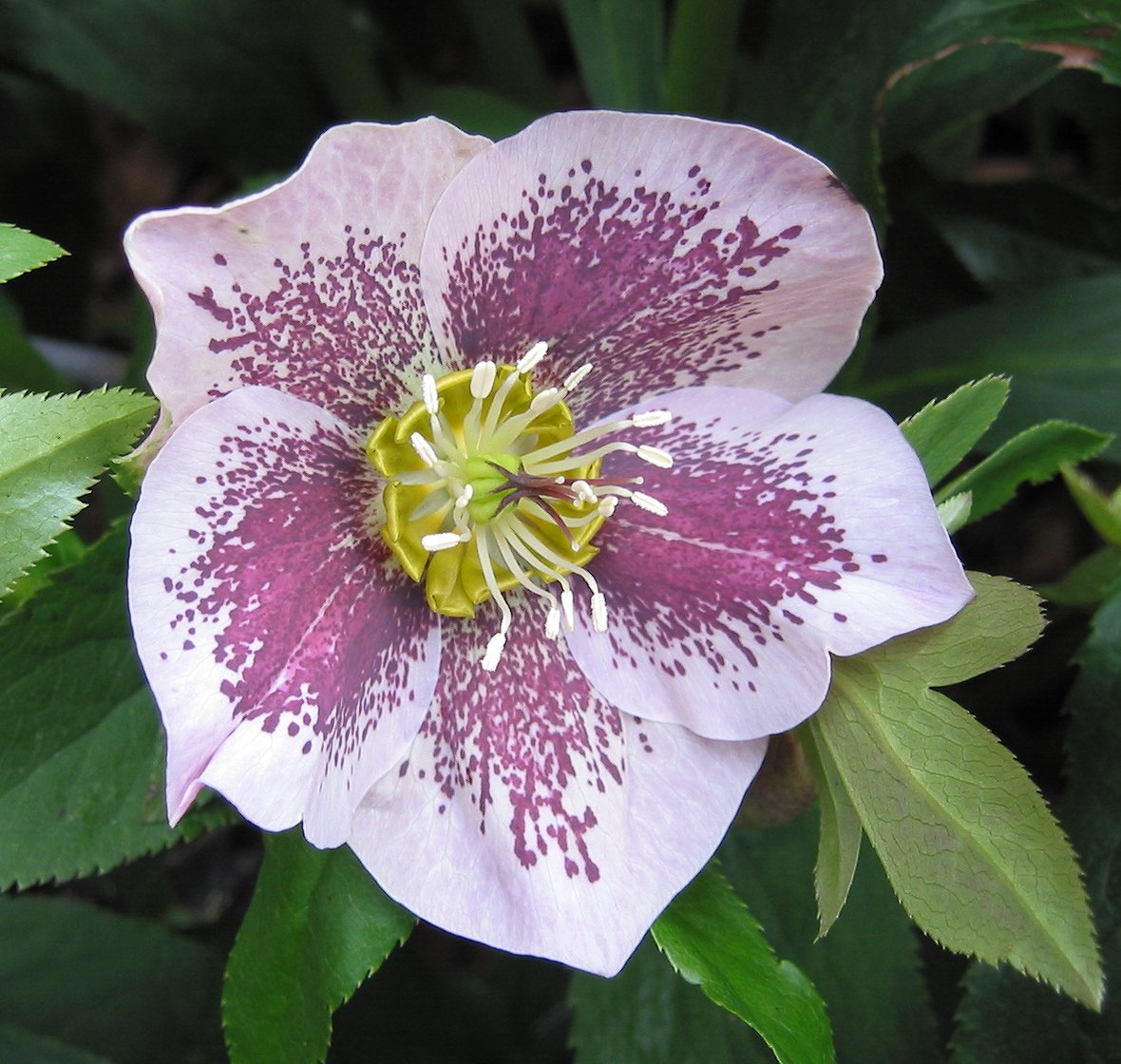
Een 'Freckel'

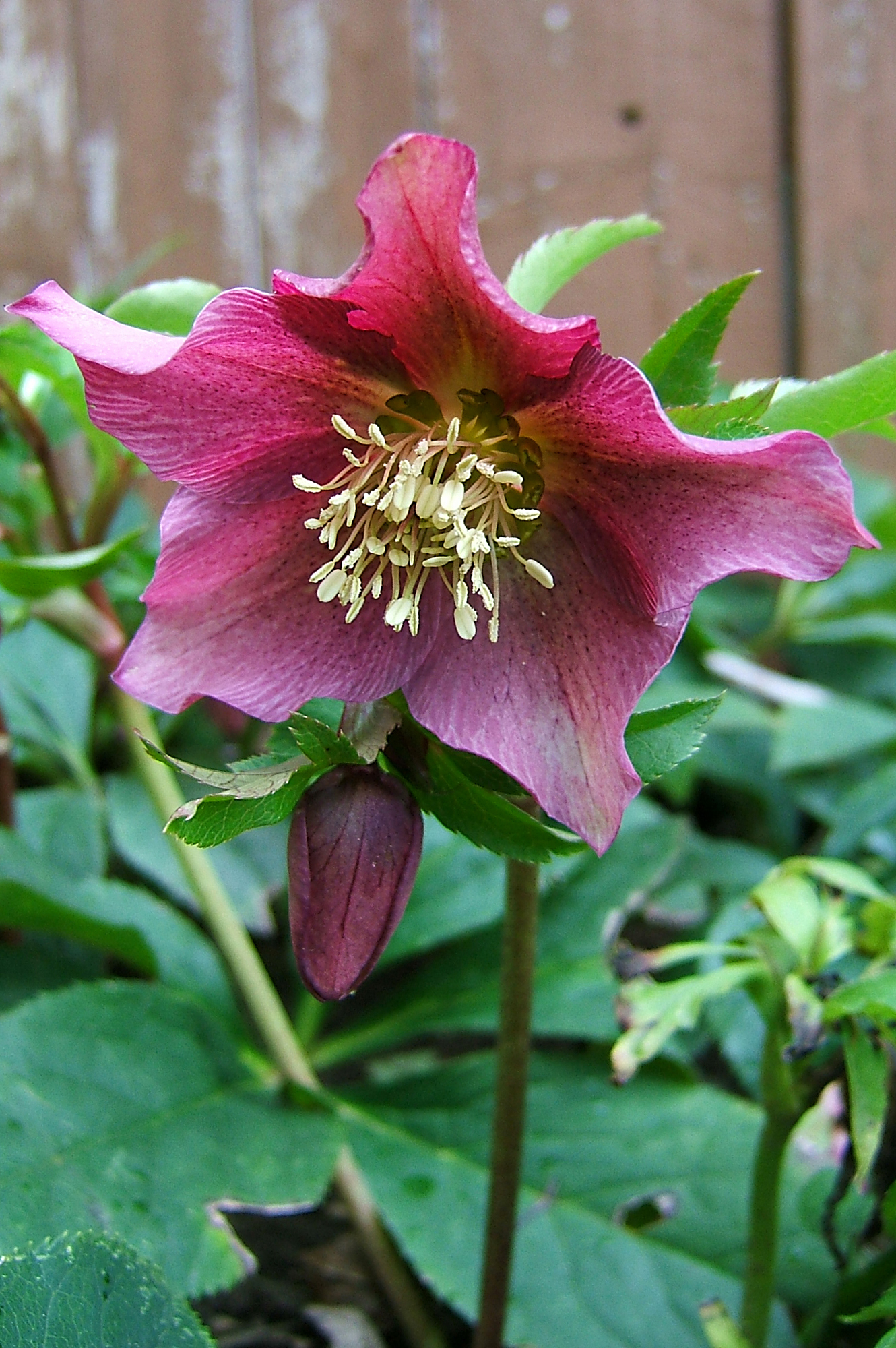
Helleborus 'Early Purple'

Onder de naam Helleborus ×hybridus Voss worden de selecties van Helleborus orientalis met witte, roze of gespikkelde bloemen geklasseerd, alsook de fertiele hybriden met onder andere Helleborus cyclophyllus, Helleborus odorus, Helleborus multifidus subsp. bocconei et Helleborus torquatus.
De purperen kerstroos, Helleborus 'Early Purple' (afgekeurde naam: Helleborus 'Atrorubens' – niet te verwisselen met de soort Helleborus atrorubens) is een vroegbloeiende selectie van Helleborus orientalis subsp. abchasicus en bloeit vanaf midden december.
De opzettelijke of toevallige kruisingen hebben een kleurengamma voortgebracht van zuiverwit, gebroken wit, geel, groen, roze, rood, purper, kastanjebruin en bijna zwart.
De binnenzijde van de kelkbladen is soms met roze, rode of purperen lijnen, vlekken of stippels. De planten met gestippelde bloemen (de zogenaamde 'Freckels') zijn zeer gewild bij de helleborus-liefhebbers. Er zijn ook selecties ontstaan met dubbele bloemen.

### Kweek
De grond moet licht, humusrijk, vochthoudend en goed doorlatend zijn. Natte voeten in de winter zijn funest. Hoewel de meeste soorten afkomstig zijn uit kalkstreken, gedijen de cultivars ook redelijk in zure grond. De planten staan niet graag in de volle zon tijdens de zomer. Eens goed gevestigd worden zij niet graag gestoord of verplant.

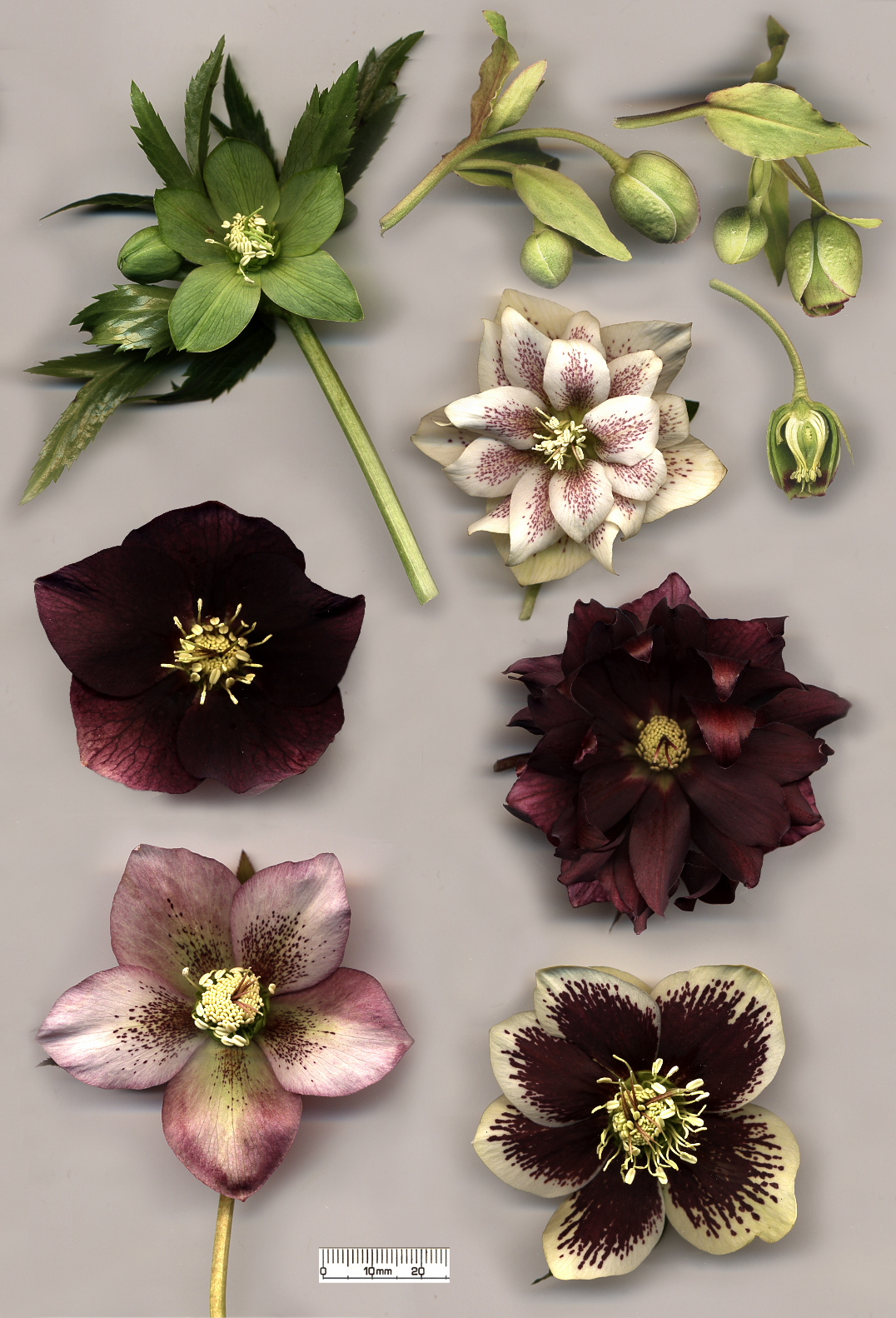
Bovenaan Helleborus viridis en Helleborus foetidus; onderaan enkele hybriden, waarvan dubbele

Er kan gemakkelijk zaad gewonnen worden, maar uit het zaad komen planten met verschillende bloemkleuren. De moederplant kan alleen door scheuren vermeerderd worden.

### Plagen
De plant kan aangetast worden door bladluizen. De geel bloeiende hybriden zijn vatbaar voor de bladvlekkenziekte, die zwarte vlekken op de bladeren veroorzaakt. Wanneer de aantasting ernstig is, kan zij de dood van de plant als gevolg hebben.